# ميشيل بودرو
ميشيل بودرو هو لاعب هوكي جليد كندي، ولد في 26 سبتمبر 1952 في أسبستوس في كندا.

## وصلات خارجية
- ميشيل بودرو على موقع EliteProspects.com (الإنجليزية)
- ميشيل بودرو على موقع HockeyDB.com (الإنجليزية)
- ميشيل بودرو على موقع Hockey-Reference.com (الإنجليزية)